# Дёмин, Михаил Юрьевич
Михаил Юрьевич Дёмин (9 марта 1972) — советский и украинский футболист, защитник и нападающий.

## Биография
Начал играть на взрослом уровне в 16-летнем возрасте в составе коллектива физкультуры «Титан» (Армянск). В 1988—1989 годах был в составе «Таврии», за основной состав которой сыграл один матч в первой лиге — 11 октября 1989 года против кутаисского «Торпедо». Затем снова выступал в соревнованиях КФК.
После распада СССР перешёл в бобруйский «Трактор», за который сыграл 14 матчей в первом сезоне высшей лиги Белоруссии. Затем играл во второй лиге Украины за «Титан» (Армянск) и в первой лиге — за «Темп» (Шепетовка). В составе «Темпа» стал серебряным призёром первой лиги сезона 1992/93. Летом 1993 года снова играл в чемпионате Белоруссии за клуб из Бобруйска, носивший в ходе сезона названия «Фандок» и ФК «Бобруйск». В октябре того же года вернулся на Украину и в течение нескольких лет выступал во второй лиге за «Титан», «Рось» (Белая Церковь) и «Кристалл» (Херсон). В сезоне 1997/98 играл в одном из низших дивизионов Польши за ВКП (Влоцлавек).
В 1999—2000 годах играл в Белоруссии за «Торпедо-Кадино» (Могилёв), после чего завершил профессиональную карьеру. Всего за карьеру сыграл в высшей лиге Белоруссии (1992, 1993, 1999—2000) 39 матчей и забил 1 гол. Автором гола стал в последнем туре сезона-1999, 30 октября 1999 года в составе могилёвского клуба в матче против «Свислочь-Кровли».